# Bothrocophias myersi
Espèce
Statut de conservation UICN

 NT  : Quasi menacé
Bothrocophias myersi est une espèce de serpents de la famille des Viperidae. 

## Répartition
Cette espèce est endémique du département de Cauca en Colombie. Elle se rencontre entre 75 et 200 m d'altitude.

## Description
L'holotype de Bothrocophias myersi, une femelle adulte, mesure 689 mm dont 92 mm pour la queue. Son dos est brun rouge et sa face ventrale orangé s'éclaircissant dans la moitié postérieur du corps. C'est un serpent venimeux.

## Étymologie
Cette espèce est nommée en l'honneur de Charles William Myers.

## Publication originale
- Gutberlet & Campbell, 2001 : Generic recognition for a neglected lineage of South American pitvipers (Squamata: Viperidae: Crotalinae), with the description of a new species from the Colombian Chocó. American Museum Novitates, n. 3316, p. 1-15 (texte intégral).